# Israel Hayom

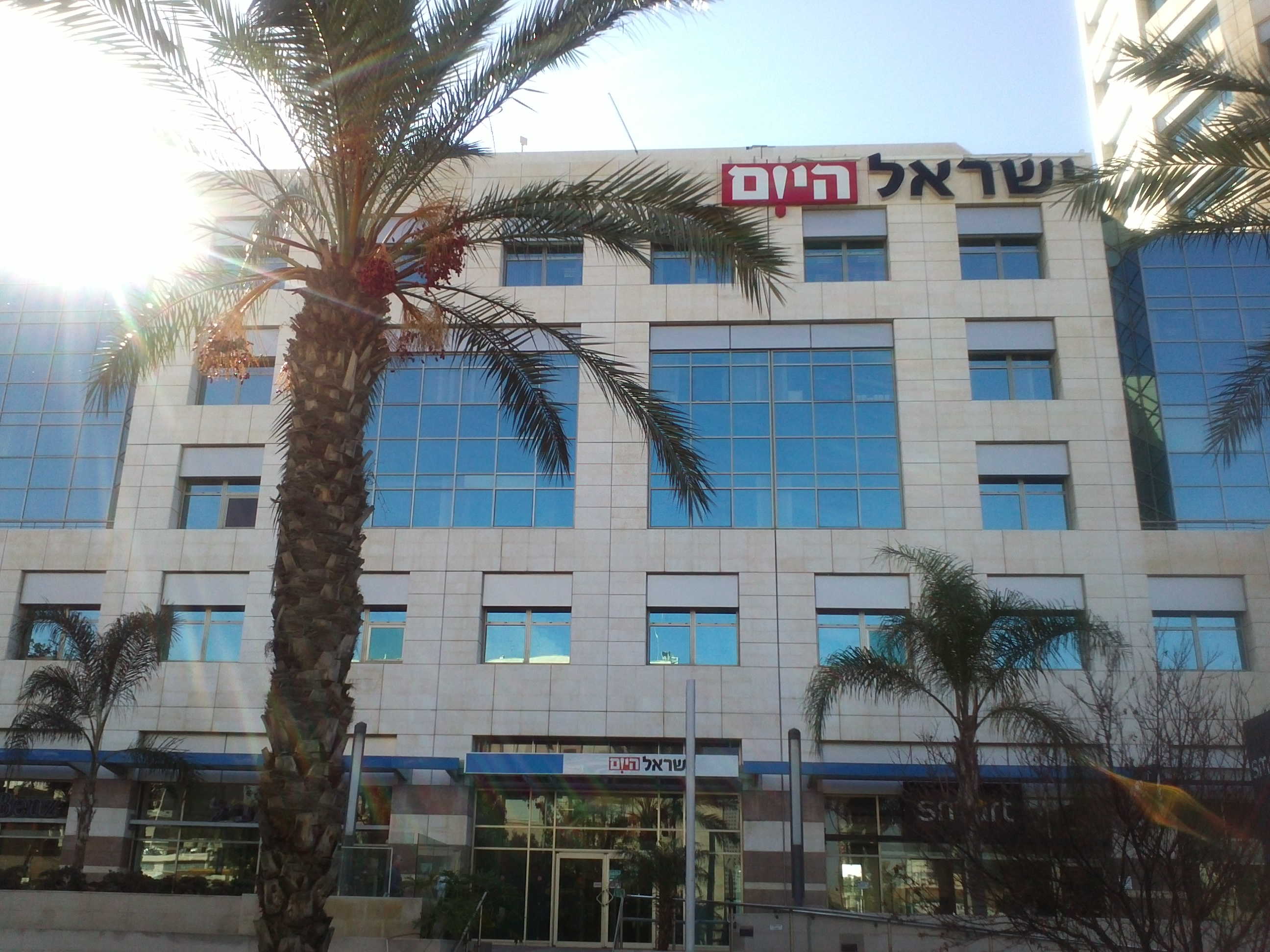
A sede do Israel Hayom em Tel Aviv.

Israel Hayom (em hebraico:  ישראל היום, literalmente Israel Hoje) é um jornal diário gratuito hebraico nacional israelense, publicado pela primeira vez em 2007. Ele tem a maior circulação diária no país.

## História
Israel Hayom foi lançado em 30 de julho de 2007 e competiu diretamente com Israeli, outro diário gratuito. No mesmo ano, o editor do Maariv, Dan Margalit, deixou o jornal para escrever para Israel Hayom. Uma edição de fim de semana foi lançada em outubro de 2009. Em 2014, a Israel Hayom comprou a mídia israelense Makor Rishon e nrg מעריב.
Em maio de 2014, o nome מעריב (Maariv) havia sido removido do nrg log, e foi renomeado como nrg. Após a aquisição, uma reclamação antitruste havia sido reprovada contra Israel Hayom, o que resultou em uma ordem judicial que solicitou a transferência do nome de domínio maariv para o semanário Maariv. Em 2017, o nrg foi renomeado para nrg360 e, em 10 de janeiro de 2018, o site foi encerrado e todo o seu conteúdo foi incorporado ao site Makor Rishon.
Em 2014, acreditava-se que Sheldon Adelson investiu no total pelo menos US $ 50 milhões em Israel Hayom. O apoio de Adelson ao primeiro-ministro israelense, Benjamin Netanyahu, levou os opositores políticos deste último a patrocinar uma lei que impediria a distribuição gratuita de jornais em Israel. Enquadrado como um projeto de lei para evitar concorrência desleal e salvar a indústria jornalística israelense, críticos do projeto disseram que prejudicam a livre iniciativa e é uma tentativa pouco velada de atacar Adelson e suas causas políticas, já que Israel é o único livre de Israel. jornal nacional. O projeto foi aprovado na primeira leitura no Knesset, mas não nos subsequentes. Em 2016, o advogado de Adelson anunciou que, embora se acredite que ele seja o dono do jornal, ele não pertence a um parente dele.

## Inclinações políticas
Um estudo de Moran Rada publicado em 2008 no The Seventh Eye mostrou que apesar de a cobertura de Benjamin Netanyahu ser "não especialmente justa", a cobertura de Israel Hayom foi parcial em favor de Netanyahu na maioria das decisões editoriais, que o jornal escolheu minimizar os eventos isso não ajuda a promover uma imagem positiva para Netanyahu, enquanto, por outro lado, promove eventos inflacionários que ajudam a promover Netanyahu e o Likud. Oren Persico chegou à mesma conclusão após as eleições do Knesset de 2009, escrevendo que durante toda a campanha, Israel Hayom publicou apenas um artigo crítico do Likud, e dezenas de artigos críticos do Kadima.
O apelido popular de Israel Hayom é "Bibiton", uma combinação do apelido de Benjamin Netanyahu "Bibi" com a palavra hebraica para o jornal "iton". Enquanto no gabinete do primeiro-ministro, Ehud Olmert criticou Israel Hayom. O jornalista Ben-Dror Yemini descreveu o jornal como "capital sem fim com agenda política".
Em 2016, endossou formalmente a campanha presidencial de Donald Trump.

## Quota de mercado

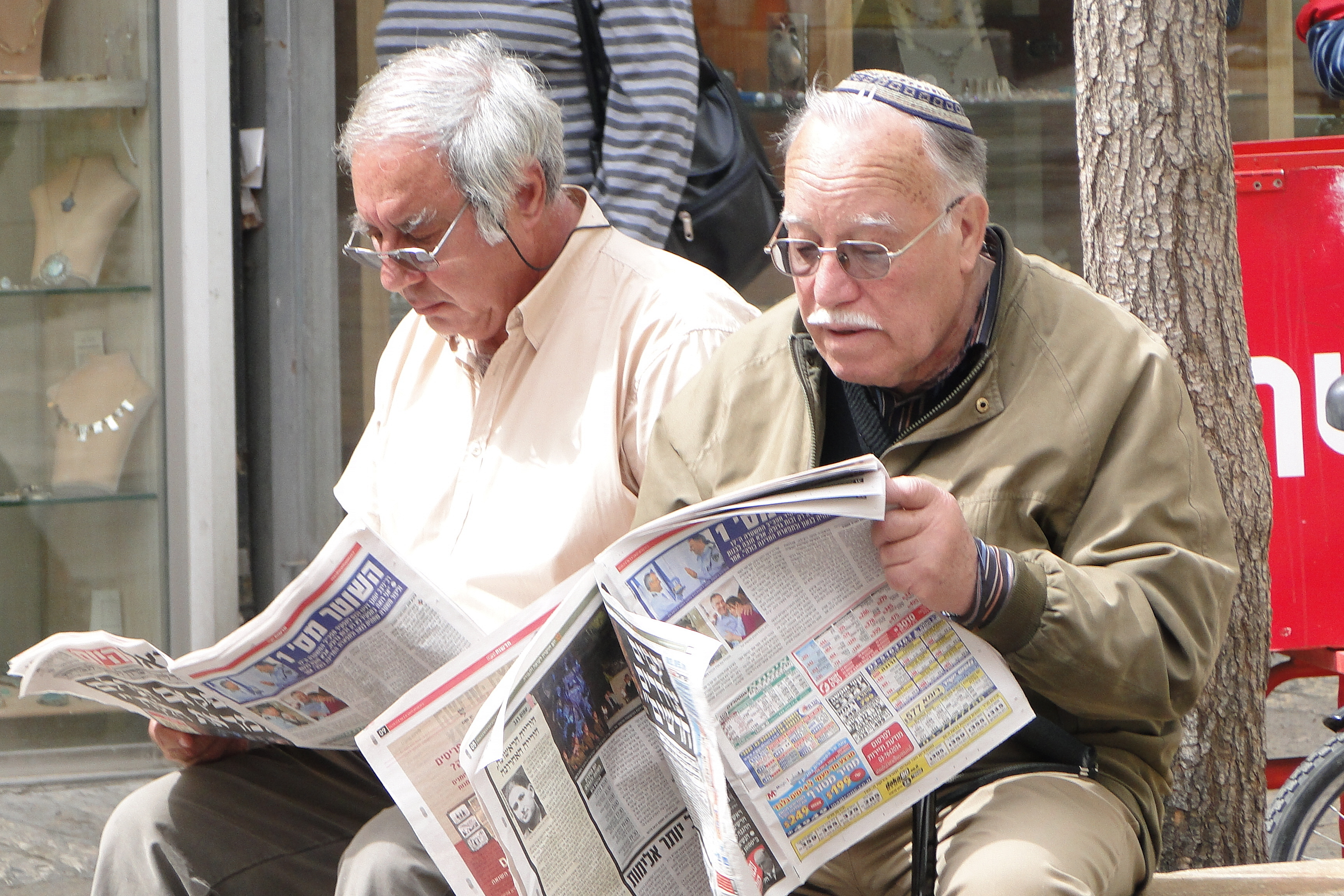
Leitores de Israel Hayom em Jerusalém.

Em julho de 2010, a Israel Hayom ultrapassou a Yedioth Ahronoth na taxa de exposição dos dias da semana na pesquisa semestral do Target Group Index (TGI) com uma taxa de 35,2%, em comparação com 34,9% da Yedioth. Depois de apenas alguns meses de publicação de uma edição de fim de semana, ele marcou 25,7% da exposição em comparação com a taxa de 43,7% de Yedioth.
De acordo com a pesquisa da TGI publicada em 2016, Israel Hayom tem 39,7% de exposição nos leitores de dias de semana, Yedioth Ahronoth 34,9%, Israel Post 7,2%, Globes 4,6%, Maariv 3,9% e Haaretz 3,9%.
Em janeiro de 2016, citando registros internos de Israel Hayom, o Haaretz revelou que entre 2007 e 2014 o jornal perdeu cerca de 730 milhões de shekels (US $ 190 milhões), aproximadamente igual a um shekel por cópia impressa.

## Empregados
Direção
- Asher Baharav – editor.
- Boaz Bismuth – editor-chefe.
- Zippi Koren – CEO.
- Ariel Schmidberg – editor adjunto.
- Baruch Ron – editor adjunto, director de notícias.
- Amir Finkelshtein – diretor de operações.
- Eithan Segal – marketing.
- Riki Roob – diretor financeiro.

Apoio
- Shlomo Cohen – cartunista editorial.
- Gideon Alon – correspondente parlamentar.
- Ran Reznick – correspondente da área de saúde.
- Dan Margalit – comentarista sênior.
- Naama Lanski – correspondente da revista.
- Eli Sahar – editor de esportes.
- Shir Ziv – crítico televisivo.